# Great Bernera
Great Bernera, en gaèlic escocès Bearnaraigh Mòr és una illa de les Hèbrides Exteriors, al nord-oest d'Escòcia. L'illa és al loch Roag, al nord-oest de l'illa de Leòdhas a la que està unida per un pont que va ser construït el 1953.